# Méchant Garçon
Méchant Garçon (titre original : Bad Ronald) est un roman policier américain écrit par Jack Vance et publié en 1973.

## Résumé
Ronald Wilby, un garçon de 17 ans, enfant de parents divorcés, vit chez sa mère. Vivant ses premières pulsions sexuelles, il tente de violer une jeune fille qu'il tue et enterre sommairement. Ayant oublié son blouson sur les lieux du crime, il avoue son acte à sa mère qui décide de le cacher dans sa maison dans un réduit fermé. Elle affirme à la police que son fils a disparu. Ronald vit dans son réduit ne sortant dans le reste de la maison que la nuit. Quand sa mère meurt, un couple et leurs trois filles emménagent dans la maison.

## Critique
François Guérif dans le Dictionnaire des littératures policières estime que « Méchant Garçon est un chef-d'œuvre de terreur au même titre que Psychose (le décor de la maison y a autant d'importance). L'analyse psychologique de ce « monstre » est menée finement ; le huis clos étouffant favorise un suspense implacable ».

## Éditions françaises
- PAC, coll. « Red Label » (1979)  (ISBN 2-85336-122-5)
- Néo, coll. « Le Miroir obscur » no 82 (1984) (ISBN 2-7304-0258-X) édité erroné
- Presses Pocket, coll. « Terreur » no 9002 (1989)  (ISBN 2-266-02546-5)
- SW-Télémaque, coll. « Entailles » (2007)  (ISBN 978-2-7533-0041-5)
- Gallimard, coll. « Folio policier » no 764 (2015)  (ISBN 978-2-07-045810-3)

## Prix et récompenses
- Prix Mystère de la critique 1980

## Adaptations

### Au cinéma
- 1992 : Méchant Garçon, film français réalisé par Charles Gassot[2], avec Joachim Lombard et Catherine Hiegel

### À la télévision
- 1974 : Bad Ronald, téléfilm américain réalisé par Buzz Kulik[3], avec Scott Jacoby et Pippa Scott

## Source
- Claude Mesplède, Dictionnaire des littératures policières, vol. 2 : J - Z, Nantes, Joseph K, coll. « Temps noir », 2007, 1086 p. (ISBN 978-2-910-68645-1, OCLC 315873361) (notice Méchant Garçon).